# Бойко Володимир Степанович
Володи́мир Степа́нович Бо́йко (16 жовтня 1985, Ярунь — 23 серпня 2014, Сєвєродонецьк) — український військовик, солдат 24-го батальйону територіальної оборони «Айдар» Збройних сил України, учасник російсько-української війни.

## Життєпис
Народився 1985 року в селі Ярунь (Новоград-Волинський район, Житомирська область). Одружений; подружжя виховувало дітей.
Брав активну участь у подіях Революції гідності взимку 2013-го в Києві. З початком війни записався добровольцем через Сватівський райвійськкомат.
Номер обслуги, 24-й батальйон територіальної оборони «Айдар».
23 серпня 2014 року загинув у бою з російською ДРГ біля міста Сіверськодонецьк. Повідомлялося, що російські диверсанти готували теракт у Харкові. Тоді загинуло ще 6 вояків «Айдару»: Василь Андріюк, Євген Гаркавенко, Андрій Корабльов, Оганес Петросян, Андрій Писаренок і Володимир Черноволов.
Без Володимира лишилися батьки, син 2006 р.н. і донька 2009 р.н.
28 серпня 2014 року похований в селі Ярунь.

## Нагороди та вшанування
За особисту мужність і героїзм, виявлені у захисті державного суверенітету та територіальної цілісності України, вірність військовій присязі під час російсько-української війни, нагороджений орденом «За мужність» III ступеня (посмертно). Його портрет розміщений на меморіалі «Стіна пам'яті полеглих за Україну» у Києві: секція 3, ряд 6, місце 11.
Вшановується 23 серпня на щоденному ранковому церемоніалі вшанування українських захисників, які загинули цього дня у різні роки внаслідок російської збройної агресії